# Lijst van burgemeesters van Holten
Dit is een lijst van burgemeesters van de voormalige Nederlandse gemeente Holten  in de provincie Overijssel. 
Tot 1834 was de burgemeester van Holten tevens burgemeester van Bathmen.
Per 1 januari 2001 is Holten opgegaan in de nieuwe gemeente Rijssen-Holten (tot 15 maart 2003 genaamd gemeente Rijssen).
| Ambtsperiode | Naam burgemeester                                            | Partij of stroming | Bijzonderheden                                           |
| ------------ | ------------------------------------------------------------ | ------------------ | -------------------------------------------------------- |
| 1811-1815    | Jan Vincent                                                  |                    | tot 1813 maire, daarna schout                            |
| 1825-1834    | Jan Pakkert                                                  |                    | bleef burgemeester van Bathmen                           |
| 1834-1844    | Jan Vincent                                                  |                    |                                                          |
| 1844-1897    | Jannes Vincent                                               |                    | overleed 30 oktober 1897                                 |
| 1898-1903    | mr. Douwe Jan Andries van Harinxma thoe Slooten              |                    | werd burgemeester van 's-Graveland en van Ankeveen       |
| 1903-1908    | Klaas Galenkamp                                              |                    |                                                          |
| 1908-1944    | Allard Philip Reinier Carel baron van der Borch van Verwolde |                    | overleed 12 januari 1944                                 |
| 1944-1945    | P.J. Drewes                                                  | NSB                |                                                          |
| 1945         | Arend (A.) Schipper                                          |                    | waarnemend tot 1 juli 1945                               |
| 1945-1979    | mr. Willem Henric Enklaar                                    |                    | tot 1 maart 1946 waarnemend                              |
| 1979-1993    | mr. Willem L.F.C. ridder van Rappard                         | VVD                | werd burgemeester van Texel                              |
| 1993-1994    | Josephus Johannes Hendrikus Cornielje                        | CDA                | waarnemend, oud burgemeester van Angerlo                 |
| 1994-1999    | Dick (D.J.) Verhoeven                                        | CDA                | was wethouder van Dronten                                |
| 1999-2000    | drs. Nicolaas Gerzee                                         | VVD                | waarnemend, oud-gedeputeerde van de provincie Overijssel |